# Протектор гідрозахисту
Протектор гідрозахисту (рос. протектор (гидрозащиты); англ. (hydroprotection) protector; нім. Protektor m (des hydraulischen Schutzes) – елемент гідрозахисту електродвигуна зануреного у вигляді двох камер, розділених ґумовою діафрагмою, у сталевому корпусі і з центральним валом, що заповнений робочою рідиною електродвигуна і встановлюється між  відцентровим свердловинним насосом і електродвигуном.